# Bådsbøl-Ballum
Bådsbøl-Ballum er en lille bebyggelse i Sønderjylland, beliggende i Ballum Sogn. Bebyggelsen ligger i Tønder Kommune og tilhører Region Syddanmark. Den er nabobebyggelse til Husum-Ballum, som den udgør ét byområde sammen med.
Byen ligger tæt ved kysten mod Vadehavet, og det var fra 1783 udgangspunkt for færgesejlads til Rømø. I 1900 flyttede færgen nordpå, men den vendte tilbage til Bådsbøl-Ballum for en kort bemærkning, indtil den i 1920 rykkede anløbsbro til den nyoprettede Ballum Sluse. Med anlæggelsen af diget i 1948 blev færgeruten til fastlandet endeligt nedlagt.
Bådsbøl-Ballum er første gang nævnt i 1530, hvor landsbyen benævnes Bodszbøl, som betyder "Bats udflyttergård", mens Ballum kommer af ordet "balle" i betydningen bakke. Her i betydningen på og ved forhøjningerne. Selve Bådsbøl-Ballum ligger relativt højt på en bakkeø, hvorfra der er god udsigt over havet. Den kendes tilbage fra 1530, og de ældste bygninger (huse og gårde) er placeret omkring et net af veje, som efterhånden er blevet til den nord-sydgående Kystvej og den øst-vestgående Byvej. 
Den nyere bydannelse fra tiden omkring 1900 dominerer særligt i vejkrydset mellem Kystvejvej, Strandvej og Byvej. Området her kendetegnes af det velbevarede andelsmejeri, der er oprettet i 1901. Mejeriet mangler i dag dets skorsten, men udgør ellers et tidstypisk og velbevaret kompleks med en særlig fin detaljering af murværk.

## Kendte personer
- Hansigne Lorenzen (1870-1952) var født i Bådsbøl Ballum, hvor hun levede hele sit liv. Hun udgav sin første bog "Der kæmper et folk" i 1905 under pseudonymet Sven Tange. Også de to næste bøger udsendtes under pseudonym, men i 1919 udgav hun sit første værk "Arveguld" under eget navn, et stort digt om guldhornene. Derefter fulgte en række bøger gennem 1920’erne, og i 1930 kom hun på finansloven. Det var dog ikke som forfatter, hun blev kendt i den brede offentlighed, men som forkæmper for det vestslesvigske kniplingshåndarbejdes overlevelse og videreførelse. I 1921 oprettede hun Det tønderske Kniplingsdepot.